# 拉内斯托萨
拉内斯托萨，是西班牙巴斯克自治区比斯开省的一个市镇。总面积1平方公里，总人口288人（2001年），人口密度288人/平方公里。